# Racibórz-Zamek

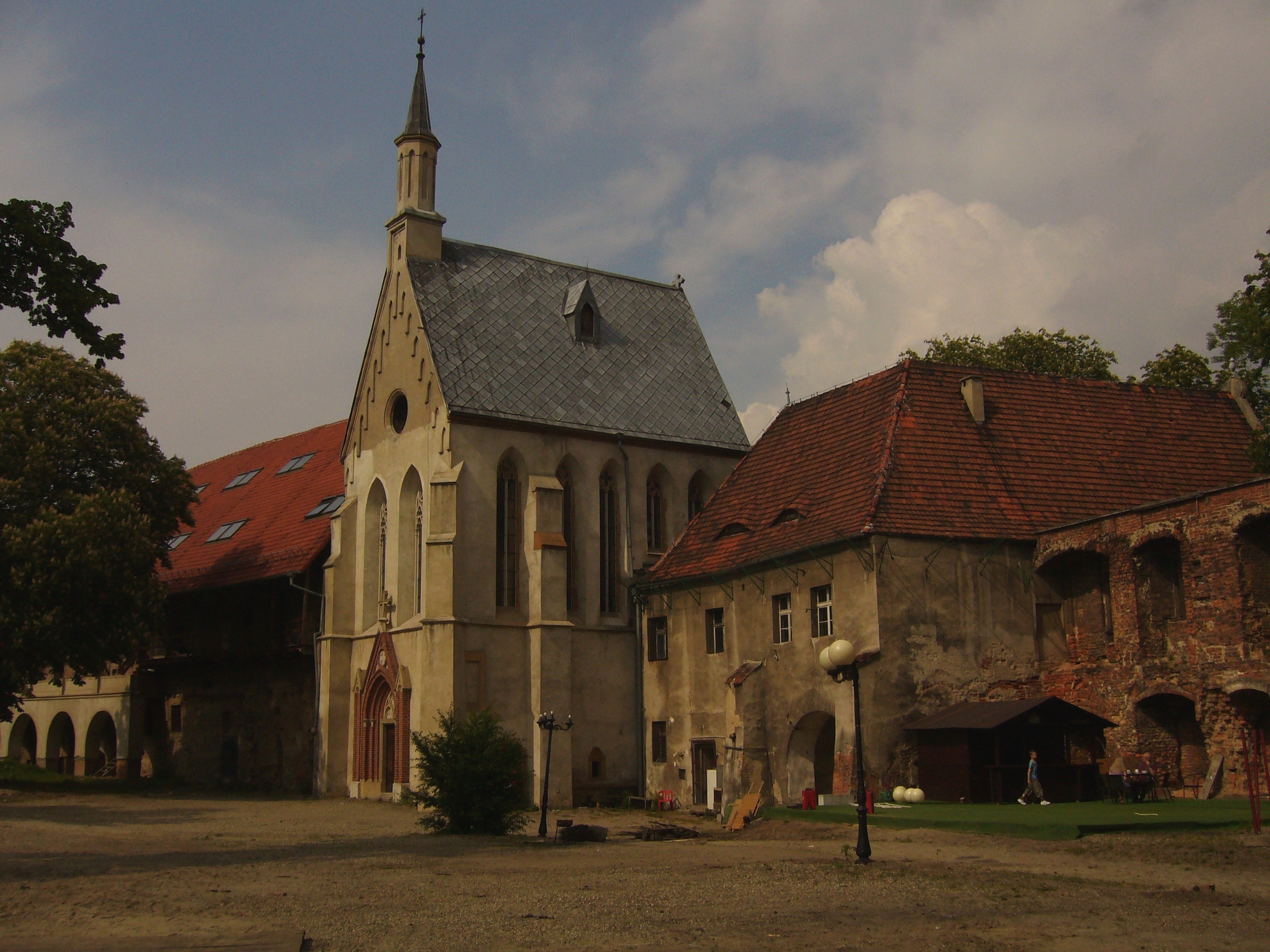
Zamek w Raciborzu podlegał pod obszar dworski Zamek-Racibórz

Racibórz-Zamek (wcześniej obszar dworski Ostróg, niem. Schloss Ratibor) – jednostka administracyjna w Prusach, tzw. obszar dworski obejmujący m.in. zamek w Raciborzu, istniał w latach 1871–1927.

## Historia
Obszar dworski (niem. Gutsbezirke) Ostróg (niem. Ostrog) powstał podczas pruskiej reformy administracyjnej w 1871 r. Spis statystyczny z tego samego roku wykazał, że na tym obszarze znajdowały się 3 domy mieszkalne, w których mieszkało 7 rodzin. Mieszkańców było wtedy 170, z czego 160 to byli mężczyźni, a większość z nich to załoga koszarów ułańskich. Wśród wszystkich mieszkańców tylko dwóch urodziło się na terenie obszaru wiejskiego. Spis wykazywał, że obszar dworski Ostróg zamieszkiwało 155 katolików oraz 15 ewangelików. 106 mieszkańców powyżej 10 roku życia potrafiło czytać i pisać, a tylko 7 było analfabetami.
W 1885 r. przeprowadzono kolejny spis, według którego obszar dworski zamieszkiwały 184 osoby, z czego 170 mężczyzn. Wśród mieszkańców 158 mężczyzn było wojskowymi, a 26 osób cywilami. Spis wykazywał, że obszar zamieszkiwało 131 katolików oraz 53 protestantów (głównie wśród wojskowych). Obszar dworski miał powierzchnię 178 ha, w tym 109 ha gruntów ornych, 52 ha łąk i 8 ha zadrzewionych. W skład obszaru dworskiego Ostróg wchodził folwark ostrogski, tzw. Brzuchom, do którego należało większość gruntów.
Według spisu powszechnego z 1895 r. obszar dworski posiadał 3 budynki mieszkalne, które były zamieszkiwane przez 146 osób. Wśród nich było 128 mężczyzn, z czego 109 było wojskowymi. Mieszkańcy obszaru dworskiego podlegali pod urząd stanu cywilnego w Ostrogu oraz pod obwód urzędowy (niem. Amtsvorsteher) w Bosaczu do 1902 r. W 1902 r. została zmieniona nazwa obszaru dworskiego Ostróg na obszar dworski Racibórz-Zamek. Wtedy też utworzono tutaj obwód urzędowy, pod który podlegał Ostróg oraz Płonia. Obszar dworski wzbogacił się również o osobny urząd stanu cywilnego, podobnie jak miały go Płonia i Ostróg.
W 1905 r. odbył się kolejny spis powszechny, według którego obszar dworski posiadał 13 domów mieszkalnych, w których znajdowały się 54 gospodarstwa domowe. Liczba mieszkańców wyniosła 413, w tym 248 mężczyzn. Wśród mężczyzn było 123 wojskowych. 79% mieszkańców było katolikami. Warto również zaznaczyć, że 292 osoby jako język ojczysty podały niemiecki, a 121 osób podało polski.
W plebiscycie dotyczącym przynależności państwowej, który odbył się w 1921 r., w obszarze dworskim uprawnionych do głosowania było 259 mieszkańców. Swój głos oddały 164 osoby, co stanowiło 63%. Była to jedna z najniższych frekwencji, bowiem w powiecie wynosiła 90%, a w samym Raciborzu – 97,4%. Wyniki głosowania wyglądały następująco: 147 osób opowiedziało się za Niemcami, a 10 osób za Polską.
5 stycznia 1927 r. obszar dworski Racibórz-Zamek został włączony do Raciborza i przestał funkcjonować jako samodzielna jednostka administracyjna.